# Chernor Bah
Chernor Bah (7 de julio de 1985) es un político sierraleonés, ministro de Información y Educación Cívica de la República de Sierra Leona desde 2023. Bah es un defensor de la educación de niñas y mujeres y es cofundador del A World At School and Purposeful.

## Biografía
Chernor Bah tiene una licenciatura del Fourah Bay College, de la Universidad de Sierra Leona, y una maestría de la Universidad de Notre Dame en los Estados Unidos.
De 2007 a 2008, sirvió como becario especial para jóvenes en las Naciones Unidas, allí trabajó para incluir las voces de los jóvenes afectados por la guerra en el Estudio Graça Machel sobre el Impacto de los Conflictos Armados en los Niños. Viajó a diversas regiones afectadas por la guerra y fue coautor de un informe juvenil presentado ante el Consejo de Seguridad de las Naciones Unidad titulado «¿Escucharás? Voces jóvenes de zonas de conflicto».
En 2008 y 2009, dirigió el primer programa juvenil de posguerra del Fondo de Población de las Naciones Unidas en Liberia. Contribuyó al desarrollo de la nueva política y plan de acción para la juventud de Liberia y apoyó los esfuerzos para reconstruir una infraestructura juvenil inclusiva en el país.
En 2012, el Secretario General de las Naciones Unidas lo nombró Representante de la Juventud en el Comité Directivo de Alto Nivel de la Iniciativa Mundial «La Educación Primero». También presidió el Grupo de Defensa de la Juventud de la iniciativa, donde trabajó en la campaña «IamMalala». Durante este tiempo, cofundó «Un Mundo en la Escuela», una organización digital de movilización y campañas para la educación global. Inició y dirigió la iniciativa de Jóvenes Embajadores Globales, en la que más de 500 jóvenes líderes hicieron campaña por la educación en Sierra Leona y en el extranjero.
Fue nombrado ministro de Información y Educación Cívica de la República de Sierra Leona en agosto de 2023.